# Quỳnh Minh, Quỳnh Phụ
Quỳnh Minh là một xã thuộc huyện Quỳnh Phụ, tỉnh Thái Bình, Việt Nam.
Xã có diện tích 4,3 km², dân số năm 1999 là 4274 người, mật độ dân số đạt 994 người/km².

## Di tích lịch sử

### Đình An Ký
Đình làng An Ký là di tích lịch sử có từ thời Đinh, Đình thờ Từ Hải Đại Vương - tướng nhà Đinh, có công đánh dẹp loạn 12 sứ quân và chiêu dân lập ấp ở vùng An Ký.

### Đình Đông Trụ
Đình làng Đông Trụ ở xã Quỳnh Minh, Quỳnh Phụ, Thái Bình. Đình Đông Trụ thờ Đô Đài đại vương triều Đinh làm thành hoàng làng. Lễ hội hàng năm diễn ra từ ngày mồng 4 đến ngày mồng 5 tháng Giêng âm lịch.để tưởng nhớ công ơn của ngài Đô Đài đại vương người có công dẹp Tống bình Chiêm.